# Hagerscher Freihof

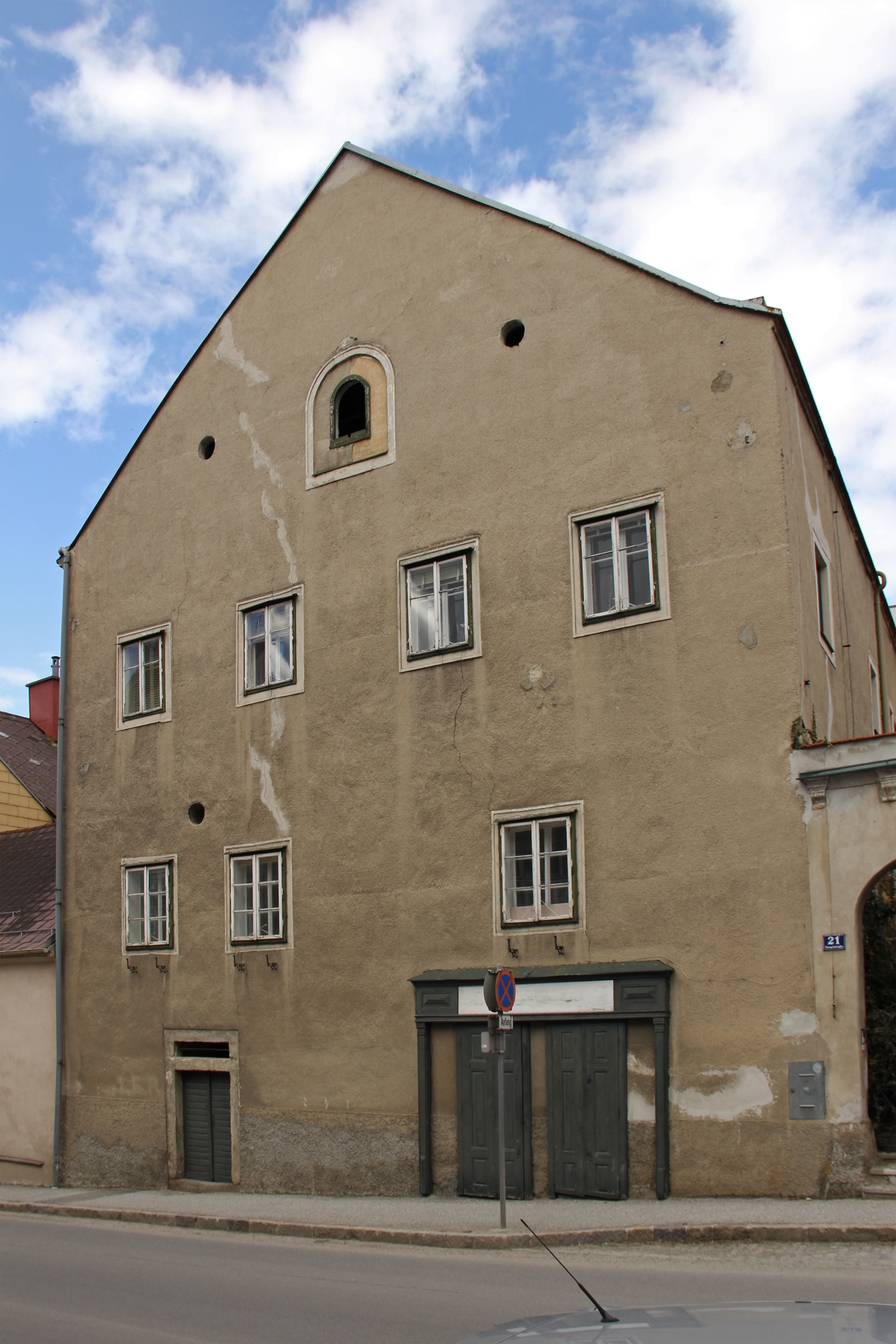
Hager'sche Freihof in Allentsteig

Der Hagersche Freihof steht in der Stadtgemeinde Allentsteig im Bezirk Zwettl in Niederösterreich. Das Wohn- und Geschäftshaus steht unter Denkmalschutz (Listeneintrag).

## Geschichte
Die ritterliche Familie Hager errichtete von 1595 bis 1600 einen Freihof in Allentsteig. Der Anfangsbau ist im Kern erhalten und war damals ein Teil der Stadtbefestigung. Das Haus wurde später Gasthaus, als Bäckerei, und wird heute als Wohnhaus und mit einer Kleinbrauerei genutzt.

## Architektur
Das dreigeschoßige Wohn- und Geschäftshaus hat eine Giebelfront zur Straße. Im Erdgeschoß zeigt sich ein Geschäftsportal. Im Gebäude gibt es Gewölbe und Stuck.